# Codificare (drept)
În drept, codificarea este procesul de colectare și de restatuare a legislației dintr-o anumită jurisdicție, în anumite domenii, de regulă în funcție de subiect, care rezultă într-un cod legal, adică un codex (carte) de drept.
Codificarea este caracteristica definitorie a jurisdicțiilor de drept civil. În sistemele de drept comun, cum ar fi Anglia sau Țara Galilor, codificarea este procesul de convertire și consolidare a legislației consființite de judecători sub formă de drept scris (drept statutar - statute law în engleză).

## Istoria
Vechiul Cod sumerian al lui Ur-Nammu a fost compilat între anii 2050-1230 î.Hr. și este cel mai vechi și cunoscut cod civil care a supraviețuit până în prezent. Trei secole mai târziu, în Babilon, regele Hammurabi a adoptat un set de legi care îi poartă numele.
În afară de legi religioase, precum Tora, importante codificări au avut loc în vechiul Imperiu Roman, unde au fost elaborate, printre altele, Lex Duodecim Tabularum și, mult mai târziu, Corpus Iuris Civilis. Aceste legi codficate au fost mai multe excepții decât reguli, având în vedere că pe parcursul întregii perioade antice, legile Romane au rămas în mare parte necodificate.
Primul sistem permanent de legi codificate a fost înființat în China, odată cu elaborarea Codului Tang în anul 624. Aceasta a constituit baza codului penal chinez, care a fost apoi înlocuit de Mare Qing Cod Legal, care a fost desființat în anul 1912 după Revoluția Xinhai și înființarea Republicii Populare Chineze. Noile legi ale Republicii China au fost inspirate de munca codificată germană și de Codul Civil German. Un exemplu foarte influent în Europa a fost Codul Napoleonian din 1804.
Un alt sistem recent de legi este codul de legi hinduse întocmit de Manu și numit ca Manu Smriti, datând din secolul 2 Î. hr. Utilizarea de coduri civile în dreptul islamic Sharia, a început în Imperiul Otoman în secolul al 16-lea.

## Codificarea în dreptul comun și în jurisdicțiile dreptului jurisprudențial
Jurisdicțiile Dreptului Civil se bazează, prin definiție,pe codificare. Un notabil exemplu timpuriu a fost Statutul Lituaniei, în secolul al 16-lea. Mișcarea față de codificare a luat amploare în timpul Iluminismului, și a fost implementată în mai multe țări Europene la sfârșitul secolului al 18-lea (a se vedea codul civil). Cu toate acestea, ea a fost  răspândită după adoptarea Codului francez al lui Napoleon (1804), care a influențat puternic sistemele juridice din multe alte țări.
Dreptul comun a fost codificat în multe jurisdicții și în multe domenii ale dreptului: exemplele includ coduri penale în multe jurisdicții, și include Codul Civil din California și Legile Consolidate din New York (Statul New York).

### Codificarea în Anglia și Țara Galilor
Judecătorul englez Dl Mackenzie Chalmers este renumit în calitate de raportor pentru Cambiile 1882,Actul de vânzare a bunurilor1893 și Legea privind asigurarea marină 1906, toate din care codificată existente de drept comun de principii. Actul de vânzare a bunurilor a fost abrogat și re-adoptat de cel de Vânzare de Bunuri 1979 într-un mod care a dezvăluit modul în care sunetul 1893 original a fost. Legea privind asigurarea marină (ușor modificată) a fost un succes notabil, adoptat textual în multe jurisdicții de drept comun.Deci, este surprinzător faptul că Parlamentul britanic nu a reușit să continue această practică dovedită de a adopta o lege comună stabilită și de a o transforma într-o broșură la îndemână actualizată, accesibilă practicanților și publicului larg. Nici Parlamentul nu s-a deranjat niciodată să actualizeze nici Actul privind vânzarea bunurilor din 1979, nici Legea privind asigurarea marină, adoptând, în schimb, statute de blocaj, cum ar fi Legea drepturilor consumatorilor din 2015 și Legea privind asigurările din 2015, care modifică statutele codificatoare fără a aduce "noi ediții" din acesta. Rezultă că singura modalitate ușoară de a ține la curent legislația existentă este utilizarea internetului sau a cărților cu materiale care publică statutele (astfel cum au fost modificate).
Majoritatea legilor penale din Anglia au fost codificate, parțial pentru că acest lucru permite precizia și certitudinea în urmărirea penală. Cu toate acestea, domenii largi ale dreptului comun, cum ar fi legea contractului și legea delictelor, rămân remarcabil de neatins. În ultimii 80 de ani au existat statute care abordează probleme imediate, cum ar fi Legea privind Reforma Legii (Contracte Frustrate) din 1943 (care, printre altele, a făcut față contractelor anulate de război) și Actul privind Contractele (Drepturile Terților) 1999, care a modificat doctrina privării. Cu toate acestea, nu s-a înregistrat niciun progres în ceea ce privește adoptarea Codului de contract al lui Harvey McGregor din 1993, deși Comisia de drept împreună cu Comisia pentru legea scoțiană i-au cerut să prezinte o propunere de codificare și unificare cuprinzătoare a dreptului contractual al Angliei și Scoția. În mod similar, codificarea în legea delictului a fost în cel mai bun caz fragmentar, un exemplu rar de progres fiind Legea privind reforma legii (Neglijența contribuției) din 1945.

### Codificarea în Statele Unite ale Americii
În Statele Unite, actele Congresului, cum ar fi statutele federale, sunt publicate cronologic în ordinea în care devin lege - adesea prin semnarea de către Președinte, în mod individual, în broșuri oficiale numite "legi de alunecare" și sunt grupate împreună în formă de cărți obligatorii, de asemenea cronologic, ca "legi de sesiune". Publicația "lege de sesiune" pentru statutele federale se numește Statutul Statelor Unite la nivel înalt. Orice act dat poate fi doar o singură pagină sau sute de pagini în lungime. Un act poate fi clasificat fie ca o "lege publică", fie ca o "lege privată".
Deoarece fiecare act al Congresului poate conține legi cu privire la o varietate de subiecte, multe acte sau părți ale acestora sunt, de asemenea, rearanjate și publicate într-o tematică actuală, codificată de către Biroul consiliului de revizuire a legii. Codificarea oficială a statutelor federale este numită Codul Statelor Unite. În general, sunt codificate numai "Legile publice". Codul Statelor Unite este împărțit în "titluri" (bazate pe subiecte globale) numerotate de la 1 la 54. Titlul 18, de exemplu, conține multe dintre statutele infracțiunilor federale. Titlul 26 este Codul de venituri interne..
Chiar și sub formă de cod, totuși, multe statute, prin natura lor, se referă la mai multe subiecte. De exemplu, statutul care face ca evaziunea fiscală să fie o infracțiune se referă atât la dreptul penal, cât și la dreptul fiscal, dar se găsește numai în Codul de venituri interne. Alte legi referitoare la impozitare nu se regăsesc în Codul de venituri interne, ci, de exemplu, în Codul de faliment din titlul 11 din Codul Statelor Unite sau în Codul judiciar de la titlul 28. Un alt exemplu este vârsta națională de băut, găsită în Titlul 27, Lichide de intoxicare, dar în Titlul 23, Autostrăzi, § 158.
Mai mult, anumite părți ale unor acte ale Congresului, cum ar fi dispozițiile privind datele efective ale amendamentelor la legile codificate, nu sunt ele însele codificate. Aceste legi pot fi găsite făcând trimitere la actele publicate în formularul "lege de alunecare" și "lege de sesiune". Cu toate acestea, publicațiile comerciale care se specializează în materiale juridice deseori aranjează și tipăresc statutele necodificate cu codurile la care se referă.
În Statele Unite, statele individuale, fie în mod oficial, fie prin intermediul unor edituri comerciale private, urmează, în general, același model în trei părți pentru publicarea statutelor proprii: legea de aliniere, legea sesiunilor și codificarea.
Regulile și regulamentele care sunt promulgate de către agențiile sucursalei executive a guvernului federal al Statelor Unite sunt codificate drept Codul de reglementări federale. Aceste reglementări sunt autorizate de legislația specializată aprobată de către sucursala legislativă și, în general, au aceeași forță ca și legea statutară.

### În dreptul internațional
După primul război mondial și înființarea Ligii Națiunilor, a apărut nevoia de codificare a dreptului internațional. În septembrie 1924, Adunarea Generală a Ligii a înființat un comitet de experți în scopul codificării dreptului internațional, care a fost definit de către Adunare ca fiind alcătuit din două aspecte:
- Introducerea obiceiurilor existente în acorduri internaționale scrise
- Dezvoltarea unor reguli suplimentare

În 1930, Liga Națiunilor a ținut la Haga o conferință cu scopul de a codifica regulile în chestiuni generale, dar s-au făcut foarte puține progrese.
În urma celui de-al Doilea Război Mondial, Comisia Națiunilor Internaționale a fost înființată în cadrul Organizației Națiunilor Unite ca un organism permanent pentru formularea principiilor în dreptul internațional.

### Recodificarea
Recodificarea se referă la un proces în care statutele codificate existente sunt reformulate și rescrise într-o nouă structură codificată. Acest lucru este adesea necesar deoarece, în timp, procesul legislativ de modificare a statutului și procesul legal de interpretare a statutului, prin natura sa, determină un cod care conține termeni arhaici, text înlocuit, statute redundante sau conflictuale. Datorită dimensiunii unui cod guvernamental tipic, procesul legislativ de recodificare a unui cod poate dura adesea un deceniu sau mai mult.